# Angelo Acerbi
Angelo Acerbi (Sesta Godano, 23. rujna 1925.) je talijanski prelat Katoličke Crkve, koji je nadbiskup od 1974. i kardinal od 2024. Služio je u diplomatskoj službi Svete Stolice kao apostolski nuncij u Novom Zelandu, Nizozemskoj, Kolumbiji, Mađarskoj i Moldaviji te kao prelat Suverenog malteškog reda.
Nakon što je diplomirao kanonsko pravo, stekao je licencu iz teologije. Nakon završetka studija na Papinskoj crkvenoj akademiji 1954. stupio je u diplomatsku službu Svete Stolice.